# Лхагвагэрэл Мунхтур
Лхагвагэрэл Мунхтур или Лхагвагэрэл Мунхтурийн (монг. Мөнхтөрийн Лхагвагэрэл; род. 1998, Улан-Батор) — монгольский борец вольного стиля, призёр чемпионата мира, участник Олимпийских игр, чемпион Азии.

## Карьера
В апреле 2021 года на азиатский лицензионный турнир в Алма-Ате Лхагвагэрэл Мунхтур завоевал путёвку на Олимпиаду в Токио. В августе 2021 года на Олимпиаде одолел в первом поединке на стадии 1/8 финала белоруса Дениса Хроменкова (8:4), в 1/4 финала победил немца Геннадия Чудиновича, в полуфинале уступил американцу Гейблу Стивсону (0:5), в схватке за бронзовую медаль проиграл Тахе Акгюлю из Турции (0:5), заняв итоговое 5 место. В октябре 2021 года в Осло на чемпионате мира в схватке за 3 место одолел казахстанца Олега Болтина и завоевал бронзовую медаль.
На Азиатских играх 2022 в Ханчжоу завоевал серебряную медаль в весовой категории до 125 кг.
На чемпионате мира 2022 в Белграде завоевал серебряную медаль.
На чемпионате Азии 2023 в Алматы завоевал золотую медаль.
На чемпионате Азии 2025 в Аммане завоевал серебряную медаль.

## Достижения
- Чемпионат Азии среди юниоров 2017 — ;
- Чемпионат Азии среди молодёжи U23 2019 — ;
- Чемпионат мира среди молодёжи U23 2019 — ;
- Олимпийские игры 2020 — 5;
- Чемпионат мира по борьбе 2021 — ;
- Азиатские игры 2022 - ;
- Чемпионат мира по борьбе 2022 - ;
- Чемпионат Азии по борьбе 2023 — ;
- Чемпионат Азии по борьбе 2025 —